# The Kissing Booth 2
Série
The Kissing Booth
(2018) The Kissing Booth 3
(2021)
Pour plus de détails, voir Fiche technique et Distribution.
The Kissing Booth 2 est une comédie romantique américaine réalisée par Vince Marcello et sortie en 2020. Diffusé sur Netflix, il fait suite au film The Kissing Booth sorti en 2018. Il est suivi de The Kissing Booth 3 sorti en 2021.
Écrit par Vince Marcello et Jay Arnold, le film est l'adaptation cinématographique de The Kissing Booth 2: Going the Distance, deuxième roman de la trilogie littérairede la romancière britannique Beth Reekles (en).

## Synopsis
Après un été romantique passé avec son petit copain Noah et avec son meilleur ami Lee, Elle s'apprête à débuter sa dernière année au lycée à Los Angeles.
Rapidement, l'absence de Noah l'impacte puisqu'elle réalise par la même occasion que ce dernier a une nouvelle vie à Boston, où il étudie.

## Fiche technique
Sauf indication contraire, les informations mentionnées dans cette section peuvent être confirmées par la base de données cinématographiques IMDb,  présente dans la section « Liens externes ».
- Titre original : The Kissing Booth 2
- Réalisation : Vince Marcello
- Scénario : Vince Marcello et Jay Arnold, d'après le roman de Beth Reekles (en), The Kissing Booth 2: Going the Distance
- Musique : Patrick Kirst
- Photographie : Anastas N. Michos
- Montage : Paul Millspaugh
- Décors : Iñigo Navarro
- Costumes : Neil McClean
- Production : Andrew Cole-Bulgin, Ed Glauser, Vince Marcello et Michele Weisler
  - Production déléguée : Joey King et Adam Friedlander
- Sociétés de production : Komixx Entertainment
- Société de distribution : Netflix
- Pays de production :  États-Unis
- Langues originales : anglais
- Format : couleur - 2,35:1 (CinemaScope)
- Genre : comédie romantique, teen movie
- Durée : 131 minutes
- Date de sortie : 24 juillet 2020 (sur Netflix)

## Distribution
- Joey King (VF : Camille Timmerman) : Rochelle « Ella » Evans (Shelly « Elle » Evans en VO)
- Joel Courtney (VF : Maxime Baudouin) : Lee Flynn
- Jacob Elordi (VF : Stanislas Forlani) : Noah Flynn
- Maisie Richardson-Sellers (VF : Émilie Rault) : Chloe Winthrop
- Taylor Zakhar Perez (VF : Jim Redler) : Marco Peña
- Molly Ringwald (VF : Pascale Chemin) : Mme Flynn
- Meganne Young (VF : Nayéli Forest) : Rachel
- Stephen Jennings (VF : Emmanuel Gradi) : Mike Evans
- Morné Visser (VF : Jean-Christophe Brétignière) : M. Flynn
- Carson White : Brad Evans
- Bianca Bosch (VF : Leslie Lipkins) : Olivia
- Camilla Wolfson (VF : Zina Khakhoulia) : Mia
- Zandile Madliwa (VF : Charlyne Pestel) : Gwyneth
- Judd Krok (VF : Victor Niverd) : Ollie
- Sanda Shandu : Randy
- Hilton Pelser (VF : Grégory Laisné) : Barry
- Frances Sholto-Douglas (VF : Isabelle Volpé) : Vivian
- Evan Hengst (VF : Bastien Bourlé) : Miles
- Joshua Eady (VF : Bruno Méyère) : Tuppen
- Byron Langley : Warren
- Chloe Williams : Joni Evans
- D. David Morin (VF : Pascal Germain) : le principal Mark

 Source et légende : version française (VF) sur RS Doublage.

## Production

### Développement
En février 2019, il a été annoncé que Joey King, Joel Courtney et Jacob Elordi reprendraient leurs rôles, avec Vince Marcello chargé de la réalisation et a écrit le scénario aux côtés de Jay Arnold, distribué par Netflix.
En mai 2019, Maisie Richardson-Sellers et Taylor Zakhar Perez ont rejoint le casting du film, avec Meganne Young, Carson White et Molly Ringwald reprenant leurs rôles.

### Tournage
Quelques scènes sont tournées à Los Angeles et Boston mais la quasi-totalité du tournage se déroule à Le Cap en Afrique du Sud entre avril et août 2019.
The Kissing Booth 2 et The Kissing Booth 3 ayant été tournés au même moment, le tournage a duré quatre mois pour l'ensemble des deux films. Les acteurs sont arrivés deux semaines avant le début du tournage en Afrique du Sud.

## Accueil critique
Le film reçoit des critiques globalement négatives de la part de la presse. Sur le site agrégateur de critiques Rotten Tomatoes, il obtient 27 % de critiques positives, avec une note moyenne de 4,2/10 sur la base de 30 collectées.

## Suite
Le 26 juillet 2020, Netflix annonce le développement d'une suite, mettant en vedette Joey King, Joel Courtney, Jacob Elordi, Maisie Richardson-Sellers et Taylor Zakhar Perez. The Kissing Booth 3 a d'ailleurs été tourné en même temps que le second volet, durant l'été 2019.